# Kasteel Lippens (gemeentehuis van Moerbeke)
Het Kasteel Lippens is een kasteel in de Oost-Vlaamse plaats Moerbeke, gelegen aan Lindenplaats 7 en 7A. Tegenwoordig dient het kasteel als het gemeentehuis van Moerbeke.

## Geschiedenis
Dit kasteel werd gebouwd in 1879 in opdracht van Auguste Lippens, zijn zus Stéphanie Lippens en haar echtgenoot Hippolyte de Kerchove Lippens. Auguste Lippens was burgemeester van Moerbeke van 1847 tot 1892 en zijn schoonbroer van 1896 tot 1905. Andere leden van de familie Lippens bestuurden de gemeente tot 1967. In opdracht van de familie werden scholen opgericht, wegen aangelegd en fabrieken gebouwd waaronder de suikerfabriek die in 1869 in bedrijf kwam. Ook de spoorweg van Lokeren naar Zelzate kwam op initiatief van hen tot stand.
In 1974 kocht het gemeentebestuur het domein. Tijdens de volgende jaren werd het kasteel gerestaureerd en verbouwd, zodat in 1977 het gemeentebestuur van Moerbeke er kon worden ondergebracht.

## Gebouw
Het betreft een neoclassicistisch bouwwerk op rechthoekige plattegrond, gebouwd in baksteen en natuursteen. Vooral de voorgevel wordt gekenmerkt door diverse pilasters en risalieten. Het geheel van twee bouwlagen wordt gedekt door een hoog mansardedak.
Nabij het kasteel bevindt zich de voormalige portierswoning. Het geheel bevindt zich in een park.